# Studentersamfundet i Trondheim

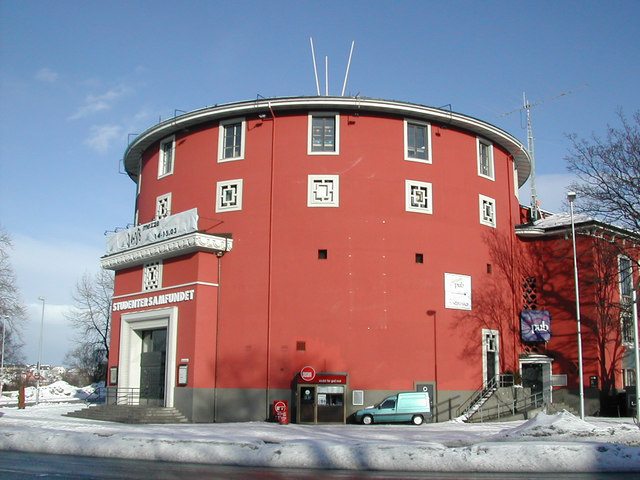
Studentersamfundet i Trondhjem

Studentersamfundet i Trondhjem, ou plus court Samfundet est la plus grande association étudiante de Norvège et aussi le nom du bâtiment où se trouve l'association. En plus d'accueillir un café et d'organiser régulièrement des concerts et autres activités (dont le plus grand festival culturel de Norvège, UKA), c'est une organisation indépendante pour tous les étudiants et professeurs à Trondheim, appartenant à ses membres, qui étaient plus de 8 000 en 2004, et plus de 13 500 en 2018.
Beaucoup d'artistes célèbres y ont joué, parmi lesquels les Sex Pistols, Turbonegro, Phoenix, Tom McRae, Motörhead, Iggy Pop, Suede, Motorpsycho, DumDum Boys, Public Enemy. Un certain nombre de groupes norvégiens y ont également commencé leur carrière.
Pendant l'été (fin-juin à mi-août), la Samfundet se transforme en Trondheim InterRail Centre (TIRC). Le TIRC a été mis en place pour la première fois en 1992 par des membres de la Studentersamfundet. Depuis des étudiants qui aiment voyager s'occupent du TIRC.

## Historique
Le premier vrai groupe d'étudiants de Trondheim a vu le jour à l'École supérieure polytechnique de Norvège (NTH) (devenu NTNU) le 15 septembre 1910 et le besoin d'avoir une association organisée s'est vite fait sentir. Une semaine plus tard un groupe d'étudiants décide de créer une association qui voit le jour la semaine suivante, le 1er octobre, sous le nom de Norges Tekniske Høgskolens Studentersamfund ("L'association étudiante de NTH").
Au début, les membres étaient uniquement des étudiants de NTH mais par la suite tous les étudiants (âgés de plus de 18 ans) des environs de Trondheim ont pu adhérer, raison pour laquelle le nom a été changé en 1912 en Studentersamfundet i Trondhjem qui est encore le nom actuel.
Les deux premières années, l'association n'avait pas de bâtiment mais en 1912, ils achetèrent un ancien cirque abandonné et 17 ans plus tard, en 1927 commença la construction du bâtiment rond rouge caractéristique qui est connu aujourd'hui sous le nom de Samfundet. La construction fut terminée en 1929 et les activités y furent transférées.

## Architecture
On dit qu'il y avait deux requêtes pour le dessin de la Samfundet :
- avoir des éléments d'un cirque, ce qui est principalement visible dans la Storsalen (grande salle – la principale salle de concert) ;
- avoir des éléments d'un labyrinthe. Le bâtiment est divisé en deux parties, la publique et la privée. La partie publique est assez compliquée mais est dominée par quelques grandes salles (principalement utilisées comme scènes de tout type pendant les week-ends). Par contre la partie privée, qui normalement n'est ouverte qu'aux responsables est un vrai labyrinthe. Elle comporte plus de 200 pièces sur 40 niveaux différents et un vrai chaos de couloirs, portes et même échelles. Personne n'a jamais réussi à obtenir le compte exact de pièces ou portes. Tous les essais de modélisation ont échoué car les pièces ne semblent pas aller ensemble.